# إتريوم (90إ) كليفاتوزوماب تتراكسيتان
إتريوم (90إ) كليفاتوزوماب تتراكسيتان هو دواء مصمم لعلاج سرطان المعثكلة. ويتكون من كليفاتوزوماب والذي هو جسم مضاد وحيد النسيلة مع عامل التمخلب التتراكسيتان الذي يرتبط مع نظير الإتريوم-90 المشع الذي يدمر الخلايا السرطانية.
طورته إميونوميدكس ويسوق تحت اسم تجاري هبام4-سايد (hPAM4-Cide).